# هيدروكسيد السترونتيوم
هيدروكسيد السترونتيوم مركب كيميائي له الصيغة Sr(OH)2، ويكون على شكل بلورات موشورية عديمة اللون. يمكن أن يوجد على شكل لامائي، كما يمكن أن يوجد على شكل ثماني هيدرات Sr(OH)2.8H2O. ينتمي المركب إلى هيدروكسيدات الفلزات القلوية.

## الخواص
- إن انحلالية هيدروكسيد السترونتيوم ضعيفة في الماء، كما أنه لا ينحل في الأسيتون. رغم انحلاليته الضعيفة في الماء إلا أنها أعلى من المركبات الشبيهة به مثل هيدروكسيد الكالسيوم وهيدروكسيد المغنسيوم.
- يتمتع المركب بخواص قلوية قوية كأغلب هيدروكسيدات الفلزات القلوية.
- تمتص المحاليل المائية منه غاز ثنائي أكسيد الكربون من الجو المحيط وتتشكل كربونات السترونتيوم نتيجة لذلك.

## التحضير
ينتج هيدروكسيد السترونتيوم من تفاعل فلز السترونتيوم أو أكسيده مع الماء. يرافق التفاعل انتشار كمية كبيرة من الحرارة (تفاعل ناشر للحرارة) كما في المعادلات:
Sr + 2H2O → Sr(OH)2 + H2↑
SrO + H2O → Sr(OH)2
كمل يمكن أن يحضر هيدروكسيد السترونتيوم من تفاعل إحدى أملاح السترونتيوم المنحلة مثل نترات السترونتيوم أو كلوريد السترونتيوم مع هيدروكسيد الصوديوم أو هيدروكسيد البوتاسيوم، حيث يتشكل راسب أبيض، وبإجراء عملية تصفيه وغسل بالماء البارد ثم بالتجفيف نحصل على الناتج المطلوب.

## الاستخدامات
- يستخدم هيدروكسيد السترونتيوم في معامل تكرير سكر الشوندر من أجل تنقية دبس السكر.[6]
- يستخدم من أجل ضبط قيمة الأس الهيدروجيني في مستحضرات إزالة الشعر.